# Alaktaga anatolska
Alaktaga anatolska (Scarturus williamsi) – gatunek ssaka z podrodziny alaktag (Allactaginae) w obrębie rodziny skoczkowatych. Występuje na stepach Turcji, w Afganistanie, Armenii, Azerbejdżanie i w Iranie.

## Rozmieszczenie geograficzne
Alaktaga anatolska występuje w Turcji (Anatolia), Armenii, południowo-wschodniej Gruzji, Azerbejdżanie, północno-zachodnim i zachodnim Iranie oraz Libanie; podobny gatunek, jeszcze nieopisany, został niedawno znaleziony w północno-wschodnim Iranie (Kopet-dag). W centralnym Afganistanie można znaleźć izolowaną populację. W pasmach górskich występuje na wysokościach od 360 do 3200 m n.p.m..

## Taksonomia
Gatunek po raz pierwszy naukowo opisał w 1897 roku brytyjski zoolog Oldfield Thomas nadając mu nazwę Allactaga williamsi. Holotyp pochodził z Wan, na wysokości 5000 ft (1524 m), w Turcji. 
Wcześniej ten takson zaliczany był do rodzaju Allactaga, a później Paralactaga, który okazał się młodszym synonimem Scarturus. W przeszłości S. williamsi był synonimem S. euphraticus. Filogenetycznie należy do podrodzaju Paralactaga, wraz z siostrzanym gatunkiem S. aulacotis. Niedawno odkryty Scarturus cf. williamsi w Kopet-dag w północno-wschodnim Iranie to odrębny gatunek, który wymaga formalnego opisu; może być blisko spokrewniony z S. euphraticus caprimulga. Autorzy Illustrated Checklist of the Mammals of the World uznają ten takson za gatunek monotypowy.

### Etymologia
- Scarturus: gr. σκαρτης skartēs „skoczek”, od σκιρταω skirtaō „skakać”; ουρα oura „ogon”[9].
- williamsi: mjr. W.H. Williams (data urodzenia i śmierci nieznana), brytyjski konsul w Wan w Kurdystanie (Wan znajduje się na terenie dzisiejszej Turcji) w 1896 roku, który donosił o walkach między Turkami i Ormianami[10].

## Morfologia
Charakterystyczną cechą skoczkowatych są bardzo długie tylne kończyny i ogon. Ogon alaktagi anatolskiej ma około 218 mm, co stanowi około 60% długości jego ciała. Średnia długość całego ciała to 334 mm, tułowia z głową zaś 124 mm. Tylne łapy są również bardzo silnie rozbudowane – mają średnio około 69 mm długości. Futro A. williamsi ma na części grzbietowej kolor kremowo-brązowy, wnętrze uszu ciemne, kitka na ogonie jest ciemnobrązowo-czarna. Stopy tylnych kończyn – bez sierści.
|                     | wymiary średnie | przedział |
| ------------------- | --------------- | --------- |
| masa ciała (g)      | 83,95 (n=2)     | 54–143    |
| długość ciała (mm)  | 124 (n=2)       | 102–146   |
| długość ogona (mm)  | 218 ± 30,22     | 167–255   |
| kończyny tylne (mm) | 68,67 ± 3,79    | 61–74     |
| uszy (mm)           | 44,67 ± 3,79    | 38–51     |
| wibryssy (mm)       | ~63             |           |

## Ekologia
Alaktaga anatolska żyje na stepach o niskim poziomie wegetacji. Rzadko jest spotykany na terenach uprawnych. Mieszka w norach. Rozmnaża się dwukrotnie w ciągu roku. W każdym miocie rodzi się od 3 do 6 młodych.  